# 虚弱児施設
虚弱児施設（きょじゃくじしせつ）は、かつて日本に存在した児童福祉施設の一つ。「身体の虚弱な児童に適正な環境を与えて、その健康増進を図ることを目的とする施設」と定義され、結核児等の健康増進を目的とした施設であったが、1997年（平成9年）の児童福祉法改正により児童養護施設に統合された。